# Тугидак
Тугидак (англ. Tugidak Island) — остров в Кадьякском архипелаге. Расположен в западной части залива Аляска, к юго-западу от южной оконечности острова Кадьяк. Остров Ситкинак находится к востоку. Вместе эти два крупных острова, а также ряд мелких островков, образуют острова Тринити. В административном отношении относится к боро Кадьяк-Айленд, штат Аляска, США.
Является частью Аляскинского морского национального заповедника. Площадь острова составляет 173,14 км². Постоянного населения нет. В северо-восточной части острова расположена крупная лагуна. Остров исторически был известен как лежбище тюленей, а также как гнездовье многих видов морских птиц.